# جائزة أستراليا الكبرى 1994
جائزة أستراليا الكبرى 1994 هو سباق فورمولا 1 أقيم بتاريخ 13 نوفمبر 1994 في حلبة أديليد ستريت، جنوب أستراليا، أستراليا. كان السادس عشر من أصل 16 في بطولة العالم لسباقات الفورمولا واحد موسم 1994.